# Lujo Matutinović
Lujo Matutinović, 15 octobre 1765 à Corfou et mort le 1er août 1844 à Split, est un militaire dalmate au service de l’Autriche, puis de la France et un "intellectuel" français.

## Biographie
Il avait reçu une formation initiale à l’Académie nautique de Venise, avant de devenir un cadre de l’armée autrichienne, jusqu’en 1805. Après le traité de Presbourg, il se met au service des armées napoléoniennes. Major au service de la France, membre de la Légion d’honneur, Lujo ou Louis Matutinović a achevé à Paris un travail accompli sur une décennie intitulé Essai historique, géographique, politique, civil et militaire sur les Provinces Illyriennes, et sur le Monténégro accompagné d’une carte géographique du territoire de la Narenta, de celui de Raguse, de l’Albanie ex-vénitienne du Monténégro, et du littoral de ces différentes contrées. Ce manuscrit composé de 438 feuilles et d’une carte, achevé à Paris en octobre 1811, était dédié à Napoléon Bonaparte.

### Œuvres manuscrites éditées
- Mémoires historiques, politiques et militaires sur la Dalmatie, l’Istrie, Raguse et l’Albanie ex Vénitienne considérés sous les rapports actuels, 20 mai 1806

- Essai historique, géographique, politique, civil et militaire sur les Provinces Illyriennes, et sur le Monténégro accompagné d’une carte géographique du territoire de la Narenta, de celui de Raguse, de l’Albanie ex-vénitienne du Monténégro, et du littoral de ces différentes contrées.. Paris, 30 septembre 1811 a été traduit en croate et publié par la maison d’édition Skolska knjiga de Zagreb à l’occasion du bicentenaire de la création des Provinces Illyriennes par le professeur Drago Roksandić, inventeur du manuscrit à la fin des années 1970[4]. Le projet a reçu le soutien du centre d’études d’histoire comparée et interculturelles de la faculté de philosophie de Zagreb et de l’Ambassade de France en Croatie. Les 11 et 12 décembre 2009, s’est tenu à Split, au sein des Archives nationales, un colloque international réunissant une quinzaine de scientifiques croates et français pour éclairer l’homme et l’œuvre.